# Kernprozess

Kernprozess

Der Kernprozess umfasst in Unternehmen alle Tätigkeiten, die der Wertschöpfung dienen. Er leitet sich aus der Kernkompetenz einer Organisation ab.

## Allgemeines
Der Kernprozess umfasst alle direkt auf den Kunden gerichteten Prozesse, welche die Kernkompetenz und das Kerngeschäft eines Unternehmens darstellen und über die es sich vom Wettbewerb unterscheidet. Die Geschäftsprozesse eines Unternehmens können in Kernprozesse, unterstützende Prozesse und Managementprozesse unterteilt werden. Kernprozesse eines Automobilherstellers wären beispielsweise der Produktionsprozess „Autos produzieren“ oder der Marketingprozess. Unterstützende Prozesse wären dabei beispielsweise Buchhaltung oder Personalwesen. Managementprozesse wären beispielsweise Prozesse der Geschäftsführung oder des Qualitätsmanagements.

## Merkmale
Der Begriff „Kernprozess“ stammt aus dem Prozessmanagement und dem Qualitätsmanagement und wird auch in der Betriebswirtschaftslehre verwendet.
Im Prozessmanagement steht der Kundenwunsch und dessen Erfüllung durch den Kernprozess im Mittelpunkt. Ein Unternehmen wird als Bündel von Kernprozessen verstanden, deren Sinn und Zweck die Erfüllung der Kundenanforderungen sind. Die Organisationsstruktur wird um 90 Grad gedreht, Aufbauorganisation und Ablauforganisation werden konsequent nach den Prozessen ausgerichtet.
Kernprozesse beginnen mit dem Kundenwunsch und enden mit der Erfüllung des Kundenwunsches. Sie integrieren alle dafür erforderlichen Teilprozesse. Schnittstellen zum Kunden und zu Lieferanten werden klar definiert. Der Prozesseigner plant, verwirklicht, steuert und kontrolliert mit seinem Team den Prozess. Er verfügt dazu über alle notwendigen Ressourcen und Fachkompetenzen. Idealerweise hat der Kunde in jeder Kontaktphase denselben Ansprechpartner, der alle weiteren Kontakte vermittelt und als Kundenbetreuer den Kunden begleitet (Planung, Vertragsabwicklung, Produktion, Lieferung, Kundendienst).
Je nach unterschiedlicher Fachdefinition spielen bei Kernprozessen auch der Beitrag zur Wertschöpfung, die funktionsübergreifende Eigenschaft oder das Potential für Verbesserungen und Einsparungen eine wesentliche Rolle.
Aus organisatorischer Sicht sind drei Eigenschaften von Kernprozessen kennzeichnend:
- hohe strategische Bedeutung
- realisiert Abteilungs-übergreifend eine Funktion
- enorme Reichweite – von der Schnittstelle mit Lieferanten bis zu Schnittstellen mit den Kunden, d. h. der Prozess beginnt beim Kunden und endet wieder beim Kunden

## Anwendungsgebiete
Die Anwendungsgebiete des Prozessmanagements liegen vor allem im organisatorischen Bereich. Definition und Analyse der Kernprozesse sind oft die ersten Schritte einer umfassenden Reorganisation eines Betriebes, wobei mittlerweile eine Fülle von Methoden zu ihrer Identifikation bekannt sind, beispielsweise bottom-up Prozessanalyse, inkrementale Prozessanalyse, synoptische Prozessanalyse.
Das Vorgehen der Six-Sigma-Methodik zur Prozessoptimierung wird mit DMAIC (Define – Measure – Analyse – Improve – Control) abgekürzt.
In weiteren Schritten wird die Aufbauorganisation dem Prozessfluss angepasst, die Prozesse werden reorganisiert und die neue Produktions- und Organisationsstruktur auf Effizienz geprüft.

## Vorteile
Eine Organisation nach Kernprozessen bringt folgende Vorteile mit sich:
- schlankere und übersichtlichere Kern- und Supportprozesse durch Abspaltung von Supportprozessen
- Qualitätssteigerung durch Definition von Kernprozessen, da sich das Unternehmen auf seine Kernkompetenzen konzentrieren und diese optimieren kann
- großes Einsparungspotential von Supportprozessen – realisierbar durch effizientere Organisation des Prozesses oder Outsourcing
- Koordinationsvorteil durch Bildung von Prozess-Teams – Minimierung von Schnittstellen führt zu einfacherem und reibungsloserem Prozessablauf
- Motivationsvorteil für Mitarbeiter, da ihre Arbeitsleistungen direkt den Prozessteams zugerechnet werden können

## Begriffliche Abgrenzung
Die Abgrenzung von unterstützendem Prozess und Kernprozess ist in der Praxis nicht einfach. Ist beispielsweise die Küche bei einem Airline-Catering-Service ein Kernprozess?  Falls die Qualität des Essens für den Abnehmer im Vordergrund steht, ist die Antwort mit „Ja“ zu beantworten, aber wie sieht es aus, wenn die zeitgerechte Lieferung im Vordergrund steht? Ein Cateringunternehmen, das sich in erster Linie als Logistik-Dienstleister begreift, könnte in diesem Fall seine Schwerpunktsetzung von der Gastronomie auf die logistische Leistung verlagern und die Küche sogar ausgliedern.
Hilfreich ist die Fragestellung, ob die Prozesse durch ihre erzeugte Leistung entscheidend zur Erhaltung oder Verbesserung der Lebensfähigkeit eines Unternehmens beitragen. Ist dies der Fall, handelt es sich um einen Kernprozess; ansonsten sollte der Prozess einer anderen Kategorie zugeordnet werden.